# اسپنسر گرت
اسپنسر گرت (انگلیسی: Spencer Garrett؛ زادهٔ ۱۹ سپتامبر ۱۹۶۳) یک هنرپیشه، تهیه‌کننده، و بازیگر سینما اهل ایالات متحده آمریکا است. وی از سال ۱۹۸۹ میلادی تاکنون مشغول فعالیت بوده‌است.
از فیلم‌ها یا برنامه‌های تلویزیونی که وی در آن نقش داشته است می‌توان به دوست داشتنی و شگفت انگیز ، مرد پاسخ‌های مثبت، دشمنان ملت، من می‌دانم، خوش شانس‌ها، دیکی رابرتس و آکواریوس اشاره کرد.